# بيتر نيلسون (دراج)
بيتر نيلسون (بالإنجليزية: Peter Nelson)‏ هو دراج أسترالي، ولد في 26 أبريل 1931 في Black Forest, South Australia ‏ في أستراليا، وتوفي في 2 فبراير 1977 بسبب ابيضاض الدم.

## وصلات خارجية
- بيتر نيلسون على موقع أرشيف الدراجات (الإنجليزية)
- بيتر نيلسون على موقع إحصائيات الدراجات الإحترافية (الإنجليزية)
- بيتر نيلسون على موقع أوليمبيديا (الإنجليزية)